# The Telescopes
The Telescopes brittisk indierockgrupp bildad 1986 av Stephen Lawrie.
När gruppen bildades spelade de en bråtig och högljudd blandning av psykedelisk rock och punk, men sedan de skrivit kontrakt med skivetiketten Creation Records övergick de till en mer drömsk och melodisk stil. Bandet blev en del i shoegazing-vågen. På albumet The Telescopes (1992) fanns dessutom tydliga inslag från jazz. Albumet sålde under förväntan, speciellt med tanke på att de föregående singlarna lyckats nå den nedre delen av den brittiska hitlistan.
Gruppen upplöstes strax därefter, för att återuppstå 2002 med Lawrie och dennes flickvän, Jo Doran, som enda originalmedlemmar. På senare skivor har The Telescopes ägnat sig åt en alltmer experimentell, abstrakt rock.
The Telescopes har alltid varit ett marginellt band men under 2000-talet, med gruppens comeback och en handfull samlingsskivor, har intresset ökat för gruppen på den alternativa rockscenen.
Stephen Lawrie driver idag också skivbolaget Antenna Records, som främst inriktar sig på mer avantgardistisk musik.

## Diskografi
Studioalbum
- Taste (1989)
- The Telescopes (1992, återutgiven 2004 som # Untitled Second)
- Third Wave (2002)
- #4 (2005)
- Hungry Audio Tapes (2006)
- Infinite Suns (2008)

Livealbum
- Trade Mark Of Quality (1990)
- Live. Aftertaste (2011)

Samlingsalbum
- As Approved by the Committee (2003)
- Premonitions 1989-1991 (2003)
- Altered Perception (2004)
- Singles Compilation 1989-1991 (2008)
- Singles No. 2 (2009)

Singlar
- "Forever Close Your Eyes" (1988) (delad 7" flexi-disc med Loop)
- "Kick the Wall" (1989)
- "7th# Disaster" (1989)
- "The Perfect Needle" (1989)
- "To Kill A Slow Girl Walking" (1990)
- "Precious Little" (1990)
- "Everso" (1990)
- "Celeste" (1991)
- "Flying" (1991)
- "Where the Sky Is Low" (2003) (delad 7" med Füxa)
- "Mooga Destroya" (2003) (delad 7" med Lo Casta)
- "Winter" (2004)
- "Live At Audioscope" (2005) (delad 10" med Vibracathedral Orchestra)
- "Night Terrors" (2006)
- "Psychic Viewfinder" (2007)
- "Another Whip" (2007)
- "Landing Shadows" (2011)
- "We See Magic And We Are Neutral, Unnecessary" (2012)
- "Black Eyed Dog" (2012)